# 上山真未
上山 真未（うえやま まみ、1990年5月26日 - ）は、東海テレビのアナウンサー。

## 来歴・人物
岐阜県郡上市出身。岐阜県立郡上高等学校を経て、中京大学国際英語学部を卒業後、2013年4月に東海テレビのアナウンサーとして入社（同期のアナウンサーは本仮屋リイナと新潟放送より移籍した高橋知幸）。
総合旅行取扱主任者の免許を取得。趣味はスノーボード、特技は徹夜おどり。
妹はシンガーソングライターとして活動しているrumi。2016年名古屋ウィメンズマラソンの応援ソングを歌った。
2021年12月28日付のインスタグラムにて、自身の入籍を報告した。2022年12月より産休に入って、2024年4月より復帰している。

## 現在の担当番組
- スイッチ! （ナレーション）

## 過去の担当番組
- 東海テレビスーパーニュース 「マチかど調査隊」（2013年9月 - 2015年3月27日）
- バナナ塾 - 秘書兼アナウンサー（名古屋ロケのみ、2013年7月 - 2014年9月）
- アイアンマン70.3セントレア知多・常滑ジャパン - リポーター（2013年、2014年）
- にっぽんど真ん中祭り - 中継リポーター（2013年、2014年）
- ドラHOTプラス - MC（2015年4月11日 - 2018年3月24日）
- スタイルプラス - スタイルコンシェルジュ（不定期、2015年 - 2018年3月25日）
- みんなのニュース One - レポーター（不定期、2015年 - 2018年3月）
- ドラゴンズTODAY（2013年8月 - 2017年10月）
- 祭人魂 - ナレーション（2015年4月 - 2020年4月11日）
- ニュースOne →　NEWSONE- MC（2018年4月2日 -2022年4月1日 ）→ナレーション（2022年4月4日‐2022年11月）
- FNN Live News days（ローカルパート）
- FNN Live News α（ローカルパート）
- FNN東海テレニュース
- めざましテレビ（ローカルパート）
- めざましどようび（ローカルパート）
- S-PARK（ローカルパート）